# Fortaleza de Sirião
A chamada Fortaleza de Sirião localizava-se em Syriam ("Siriangh", em língua portuguesa "Sirião"), atual Thanlyin, uma vila da divisão de Yangon ao sul da atual Birmânia (Myanmar). À época do antigo Reino de Pegú, defendia um importante porto na confluência do rio Bago (rio Pegú) e de um dos numerosos braços do rio Irauádi (rio Yangon), que constituem o vasto delta do mesmo nome.
Sirião era, no final do século XVI, o mais importante centro de comércio na Baixa Birmânia. Foi aí que se conseguiu impor Filipe de Brito de Nicote, que fez erguer às próprias expensas, em 1599, uma tranqueira em madeira, para proteger a feitoria dos portugueses. Poucos anos mais tarde, em 1602 fê-la reconstruir em pedra e cal.
Ao longo se sua existência, os arracaneses atacaram-na várias vezes, sem que conseguissem desalojar os portugueses até que, em 1613 o rei de Ava conquistou a fortificação, vindo Nicote a ser executado.